# Русина, Альбина Васильевна
Альбина Васильевна Русина (род. 12 июня 2002 года, с.Осетровка, Воронежская область) — российская спортсменка, борец вольного стиля. Бронзовая медалистка чемпионата России 2021. Мастер спорта по вольной борьбе.

## Биография
Альбина родилась в селе Осетровка Верхнемамонского района Воронежской области, начала заниматься вольной борьбой с 7 лет под руководством Михаила Басирова. Представляет г. Москва.

## Спортивная карьера
В 2014 году Альбина победила на турнире Елены Егошиной в Москве. В весе до 58 кг ей не было равных. В 2017 году стала третьей на первенстве России среди школьниц (до 16 лет) в весе до 72 кг. В 2018 году выиграла первенство России среди кадеток (до 17 лет) в весе до 73 кг и была отобрана в состав сборной России на первенство Европы в Северной Македонии, где она заняла лишь пятое место. В марте 2019 года стала третьей на первенстве России среди кадеток в Мытищах (Московская область). В мае 2019 года стала второй на международном турнире памяти Константина Александру и Иоана В. Поповича в Бухаресте (Румыния). В мае 2021 года выиграла бронзовую медаль на взрослом чемпионате страны в весе до 72 кг. В марте 2022 года выиграла первенство России среди юниоров (до 20 лет) в Надыме (ЯНАО). В начале июле 2022 года заняла третье место на VIII Всероссийской летней Универсиаде в Грозном (Республика Чечня). В конце июля выступила на турнире в Белоруссии памяти Н.Ф.Королева и стала второй в весе до 72 кг. В январе 2023 года приняла участие на гран-при Иван Ярыгин в Красноярске, победив в квалификации местную спортсменку Валерию Трифонову она уступила в следующем круге Мардоне Кадамовой из Узбекистана. На чемпионате России 2023 заняла пятое место, проиграв в схватке за 3-е место давней своей сопернице Валерии Трифоновой. В августе 2023 года выступила на Международном фестивале университетского спорта в Екатеринбурге, но стала шестой.

## Спортивные достижения
- 2018 Первенство России среди кадеток — ;
- 2019 Первенство России среди кадеток — ;
- 2021 Чемпионат России — ;
- 2022 Первенство России среди юниоров — ;

## Личная информация
Альбина является студенткой Московского государственного университета спорта и туризма. Живет и тренируется в г. Москва.